# Cristino Nicolaides
Cristino Nicolaides, en grec moderne : Κριστίνο Νικολαΐδης / Kristíno Nikolaḯdis, (1925-2011) est un général argentin, d'origine grecque. Il est membre de la dictature militaire en Argentine, entre juin 1982 et décembre 1983, prenant le pouvoir après la défaite de la guerre des Malouines, dans la dernière phase de la dernière dictature. En 2007, dans le cadre de l'affaire de la contre-offensive (es), il est condamné à 25 ans de prison. En 2008, il est écarté d'un autre procès et placé en résidence surveillée jusqu'au jour de sa mort.
Au moment de la mort de Cristino Nicolaides, la sentence prononcée contre lui dans l'affaire de la contre-offensive n'est pas définitive. Il continue donc à conserver son statut militaire et à percevoir sa pension de l'armée.